# Torneo Sub-20 de la Concacaf 1990
El Torneo Sub-20 de la CONCACAF 1990 fue el torneo clasificatorio rumbo a la Copa Mundial de Fútbol Sub-20 de 1991 y contó con la participación de 12 selecciones juveniles de Norteamérica, Centroamérica y el Caribe.
México fue el vencedor del torneo disputado en Guatemala para ganar el título por novena ocasión tras ser la selección que hizo más puntos en la ronda final.

## Eliminatoria
| Equipo 1   | Agr. | Equipo 2 | Ida | Vuelta |
| ---------- | ---- | -------- | --- | ------ |
| Costa Rica | 9–0  | Belice   | 1–0 | 8–0    |

## Participantes
| Región                   | Participante(s)                                       |
| ------------------------ | ----------------------------------------------------- |
| Caribe (CFU)             | Barbados Bermudas Granada Surinam Trinidad y Tobago   |
| América Central (UNCAF)  | Costa Rica El Salvador Guatemala (anfitrión) Honduras |
| América del Norte (NAFU) | Canadá México Estados Unidos                          |

## Primera ronda

### Grupo 1
| País      | J | G | E | P | GF | GC | GD | Pts |
| --------- | - | - | - | - | -- | -- | -- | --- |
| Guatemala | 2 | 2 | 0 | 0 | 5  | 1  | +4 | 4   |
| Surinam   | 2 | 1 | 0 | 1 | 2  | 4  | –2 | 2   |
| Bermudas  | 2 | 0 | 0 | 2 | 2  | 4  | –2 | 0   |

| 29 de abril | Surinam   | 2-1 | Bermudas  | Ciudad de Guatemala Estadio Doroteo Guamuch Flores |
| 1 de mayo   | Guatemala | 3–0 | Surinam   | Ciudad de Guatemala Estadio Doroteo Guamuch Flores |
| 3 de mayo   | Bermudas  | 1-2 | Guatemala | Ciudad de Guatemala Estadio Doroteo Guamuch Flores |

### Grupo 2
| País              | J | G | E | P | GF | GC | GD | Pts |
| ----------------- | - | - | - | - | -- | -- | -- | --- |
| Trinidad y Tobago | 2 | 1 | 1 | 0 | 3  | 1  | +2 | 3   |
| Canadá            | 2 | 1 | 1 | 0 | 1  | 0  | +1 | 3   |
| El Salvador       | 2 | 0 | 0 | 2 | 1  | 4  | –3 | 0   |

| 30 de abril | Canadá            | 0–0 | Trinidad y Tobago | Ciudad de Guatemala Estadio Doroteo Guamuch Flores |
| 2 de mayo   | Trinidad y Tobago | 3-1 | El Salvador       | Ciudad de Guatemala Estadio Doroteo Guamuch Flores |
| 4 de mayo   | El Salvador       | 0-1 | Canadá            | Ciudad de Guatemala Estadio Doroteo Guamuch Flores |

### Grupo 3
| País           | J | G | E | P | GF | GC | GD | Pts |
| -------------- | - | - | - | - | -- | -- | -- | --- |
| Estados Unidos | 2 | 2 | 0 | 0 | 5  | 0  | +5 | 4   |
| Costa Rica     | 2 | 1 | 0 | 1 | 2  | 3  | –1 | 2   |
| Barbados       | 2 | 0 | 0 | 2 | 1  | 5  | –4 | 0   |

| 29 de abril | Estados Unidos | 2–0 | Costa Rica     | Ciudad de Guatemala Estadio Doroteo Guamuch Flores |
| 1 de mayo   | Costa Rica     | 2–1 | Barbados       | Ciudad de Guatemala Estadio Doroteo Guamuch Flores |
| 3 de mayo   | Barbados       | 0–3 | Estados Unidos | Ciudad de Guatemala Estadio Doroteo Guamuch Flores |

### Grupo 4
| País     | J | G | E | P | GF | GC | GD | Pts |
| -------- | - | - | - | - | -- | -- | -- | --- |
| México   | 2 | 2 | 0 | 0 | 9  | 0  | +9 | 4   |
| Honduras | 2 | 1 | 0 | 1 | 3  | 4  | –1 | 2   |
| Granada  | 2 | 0 | 0 | 2 | 1  | 9  | –8 | 0   |

| 30 de abril | México   | 6–0 | Granada  | Ciudad de Guatemala Estadio Doroteo Guamuch Flores |
| 2 de mayo   | Granada  | 1-3 | Honduras | Ciudad de Guatemala Estadio Doroteo Guamuch Flores |
| 4 de mayo   | Honduras | 0–3 | México   | Ciudad de Guatemala Estadio Doroteo Guamuch Flores |

## Fase final
| País              | J | G | E | P | GF | GC | GD | Pts |
| ----------------- | - | - | - | - | -- | -- | -- | --- |
| México            | 3 | 3 | 0 | 0 | 8  | 2  | +6 | 6   |
| Trinidad y Tobago | 3 | 2 | 0 | 1 | 4  | 3  | +1 | 4   |
| Estados Unidos    | 3 | 1 | 0 | 2 | 5  | 5  | 0  | 2   |
| Guatemala         | 3 | 0 | 0 | 3 | 2  | 9  | –7 | 0   |

| 5 de mayo  | Guatemala         | 1–4 | Estados Unidos    | Ciudad de Guatemala Estadio Doroteo Guamuch Flores |
| 6 de mayo  | México            | 2–1 | Trinidad y Tobago | Ciudad de Guatemala Estadio Doroteo Guamuch Flores |
| 8 de mayo  | Estados Unidos    | 0–1 | Trinidad y Tobago | Ciudad de Guatemala Estadio Doroteo Guamuch Flores |
| 9 de mayo  | Guatemala         | 0–3 | México            | Ciudad de Guatemala Estadio Doroteo Guamuch Flores |
| 11 de mayo | Trinidad y Tobago | 2-1 | Guatemala         | Ciudad de Guatemala Estadio Doroteo Guamuch Flores |
|            | Estados Unidos    | 1–3 | México            | Ciudad de Guatemala Estadio Doroteo Guamuch Flores |

## Campeón
| Torneo Sub-20 de la Concacaf 1990 |
| --------------------------------- |
| Bandera de México                 |
| México 9º Título                  |

## Clasificados al Mundial Sub-20
| - México | - Trinidad y Tobago |